# Luka Pavlović
Luka Pavlović (Račinovci kod Županje, 26. kolovoza 1932. – Sarajevo, 3. siječnja 1982.) bio je hrvatski pjesnik, pripovjedač, književni i kazališni kritičar iz BiH.

## Životopis
U Sarajevo je došao 1936. gdje se i školovao. Gimnaziju i Filozofski fakultet (književnost i jezik) završio u Sarajevu. 
Prve pjesme objavljuje 1952., a od 1953. ispisuje prve književne i kazališne kritike. Suradnik je najuglednijih listova i časopisa, a od 1955. stalni je književni i kazališni kritičar sarajevskoga “Oslobodjenja”.
Prvu zbirku pjesama, zajedno s Darom Sekulić i Pubom Mateovićem, pod nazivom “Proljeće na uglu”, objavio je 1954. Nakon šest godina stanke, Pavlović se javlja kao autor zbirke novela “Mlado ljeto”(Zora, Zagreb 1960.), te nizom radio-drama, među kojima su "Anđeli mokrih krila", “Vrijeme vjetrova”, “Sunčanom stranom ulice”, “Oktobar”, “Jubilej” i “Četiri etide za Pubinu biografiju”. Scenarist i koscenarist je na tri igrana filmska projekta (“Nokaut”, “19 djevojaka i mornar” i “Klopka za genarala”) i većega broja “dokumentaraca”.
Urednikom je, kulturnih stranica nekolicine dnevnika i tjednika, zamjenikom glavnog urednika Revije za kulturu “Odjek”(1970.), te glavni i odgovornim urednikom časopisa za književnost i umjetničku kritiku “Izraz”.
Pokazujući svoju svestranost, Pavlović nikad nije, iz prvoga plana, potisnuo “svoju prvu ljubav”, kazalište. Zahvaljujući njegovim nadahnutim recenzijama, objavljivanim najčešće u “Oslobodjenju”, ostale su otrgnute od zaborava i sačuvane za kulturnu povijest mnoge teatarske pojave, redateljske i glumačke kreacije, uzleti i padovi, zablude i zanosi, promašaji i dostignuća; svi detalji, blistavi ili ugašeni, jednoga kazališnoga mozaika koji se neprekidno stvara i obnavlja, pred našim očima. Svi ti prikazi ukoričeni su u tri knjige pod zajedničkim nazivom “Pozorišne hronike”(1966., 1972., 1978.) u nakladi sarajevske “Svjetlosti” i četvrte knjige iz tog niza “Prostori teatra" koja je dobrim dijelom posvećena dvadesetogodišnjem autorovom pisanju o Dubrovačkim ljetnim igrama.
Dopisnikom kulturnih stranica najpriznatijih jugoslovenskih dnevnika i tjednika.
Ravnatelj Drame suvremenog kazališta u Beogradu od 1964. do 1967. godine. Radio je kao urednik kulturnog priloga KUN u sarajevskom Oslobođenju. Bio je ravnateljem MESS-a, Festivala malih i eksperimentalnih scena Jugoslavije u Sarajevu od 1975. do 1982. godine. 
Dobitnikom je nekolicine nagrada za publicistiku, književnu i kazališnu kritiku.
Udruženje profesionalnih teatarskih kritičara i teatrologa Bosne i Hercegovine utemeljilo je 1990.        Nagrada Luka Pavlovic.

## Djela
- Proljeće na uglu, Narodna prosvjeta, Sarajevo (pjesme, 1956.)
- Mlado ljeto, Zora (novele, 1960.)
- Pozorišne kritike, Svjetlost, Sarajevo, 1966.
- Pozorišne kritike II, Svjetlost, Sarajevo (1966/72.),
- Pozorišne kritike III, Svjetlost, Sarajevo (1973/78.)
- Prostori teatra, Veselin Masleša, Sarajevo (kazališne kritike, 1981.)
- Drugi susret (zbirka pjesama i novela), 2003., Hrašće, Drenovci, ISBN 978-953-201-835-6
- Dubrovačke ljetne igre, Domus GP, Račinovci, (kazališne kritike, 2006.) ISBN 953-7433-01-3
- Ništa, samo bjelina, Domus GP, Račinovci (radio-drame, 2006.) ISBN 978-953-7433-00-0
- Kritike I., Općinska narodna knjižnica Drenovci, Drenovci, 2009., ISBN 978-953-99793-8-4
- Kritike II., Općinska narodna knjižnica Drenovci, Drenovci, 2010., ISBN 978-953-7787-01-1
- književne kritike, radiodrame - u novinama i časopisima.

## Nagrade
- 1973. - 27. julska nagrada

## Vanjske poveznice
- Nagrada uručena Lj. Ostojić  Arhivirana inačica izvorne stranice od 7. prosinca 2008. (Wayback Machine)